# Nocturne (Taube)
För andra betydelser, se Nocturne (olika betydelser).
Nocturne, med inledningsorden "Sov på min arm!", är en visa av Evert Taube publicerad 1948 i vissamlingen Ballader i det blå. I denna romantiska visa beskriver Taube med ovanlig närhet det erotiska famntaget. På ett enastående sätt "blandas erotikens hetta med vårnattsvindens svalka, 'den virvlande blodstormens land' med vaggvisans stillhet".

Visan framfördes vid Taubes begravning i Maria Magdalena kyrka den 16 februari 1976.
På hyllningsskivan Taube från 1990 gjorde Eva Dahlgren och Roland Pöntinen en version av visan. I sjätte säsongen av Så mycket bättre gjorde Niklas Strömstedt en tolkning av låten.